# Малі Грабичани
46°06′ пн. ш. 16°41′ сх. д. / 46.10° пн. ш. 16.68° сх. д.
Малі Грабичани (хорв. Mali Grabičani) — населений пункт у Хорватії, у Копривницько-Крижевецькій жупанії у складі громади Соколоваць.

## Населення
Населення за даними перепису 2011 року становило 193 осіб.
Динаміка чисельності населення поселення: